# Fundo Garantidor de Créditos
Fundo Garantidor de Créditos (FGC) constitui-se em uma  associação civil sem fins lucrativos, com personalidade jurídica de direito privado do Brasil, que administra um mecanismo de proteção aos correntistas, poupadores e investidores, permitindo recuperar, até um limite máximo determinado, os depósitos ou créditos mantidos em instituição financeira, em caso de sua falência ou  liquidação. 
Para a manutenção do FGC, as instituições financeiras contribuem com uma porcentagem do valor dos depósitos. O FGC recolhe 0,01% do valor dos depósitos totais das empresas filiadas. 
O FGC garante aplicações em Letra de Crédito Imobiliário (LCI), Letra de Crédito de Agronegócio (LCA), Certificado de Depósito Bancário (CDB), caderneta de poupança, Depósito a Prazo com Garantia Especial (DPGEs) e depósitos à vista em conta corrente.

## Histórico
O Fundo Garantidor de Créditos foi criado em 16 de novembro de 1995, com base na Resolução nº 2.211/95, do Conselho Monetário Nacional (CMN), sob orientação do governo federal brasileiro. O fundo  originou-se do extinto Fundo de Garantia de Depósitos e Letras Imobiliárias (FGDLI), cujos valores foram revertidos para o FGC.  Também foi absorvida a massa de depósitos da Reserva para a Promoção da Estabilidade da Moeda e do Uso do Cheque (RECHEQUE), que era um fundo destinado à absorção das multas cobradas dos emitentes de cheques sem provisão de fundos.
Quando foi instituído, em 1995, o FGC oferecia uma garantia de R$ 20 mil para cada pessoa, contra a instituição bancária alvo de alguma operação financeira, e esse valor se manteve inalterado até 6 de setembro de 2006, quando foi elevado para R$ 60 mil.  Em 3 de dezembro de 2010, o valor da garantia foi elevado para R$ 70 mil.  Desde 30 de abril de 2013, o FGC garante perdas de até R$ 250 mil. Essa é a chamada garantia ordinária do FGC.
Em 2009, foi introduzida a garantia especial do FGC, aplicável apenas aos Depósitos a Prazo com Garantia Especial (DPGE), que são depósitos a prazo, sem emissão de certificado. Em 26 de março de 2009, com o objetivo de criar melhores condições para que as instituições financeiras médias e pequenas voltassem a realizar operações de crédito, o Conselho Monetário Nacional aprovou a Resolução n° 3.692,   autorizando  os bancos comerciais, os bancos múltiplos, os bancos de desenvolvimento, os bancos de investimentos, as sociedades de crédito, financiamento e investimento e as caixas econômicas a captarem, a partir de 1º de abril de 2009, Depósitos a Prazo com Garantia Especial, cujo valor é garantido até R$20 milhões para cada pessoa, contra a mesma instituição  (ou contra todas as instituições associadas do mesmo conglomerado financeiro). 
Em fevereiro de 2016, os depósitos em fundos de pensão, fundos de investimento, clubes de investimento, as seguradoras e as sociedades de capitalização deixaram de contar com a proteção de R$ 250 mil do Fundo Garantidor de Crédito, em caso de liquidação extrajudicial pelo Banco Central ou de decretação de falência das instituições depositárias. As instituições financeiras excluídas da garantia ainda mantiveram o direito à proteção especial de R$ 20 milhões por investidor, mas apenas nos papéis especiais, os Depósitos a Prazo com Garantia Especial (DPGE), que cobram uma taxa maior do FGC.
Em dezembro de 2017, foi instituído o limite de remuneração de R$1 milhão para cada pessoa no período de 4 anos. Ficaram sujeitos a esse limite os ativos garantidos pela garantia ordinária realizados a partir de 22 de dezembro de 2017.

## Ativos garantidos pelo FGC
São garantidos da garantia ordinária do FGC:
- depósitos à vista ou sacáveis mediante aviso prévio;
- depósitos de poupança;
- depósitos a prazo, com emissão de certificado (CDB/RDB) ou sem emissão de certificado (DPGE);
- depósitos mantidos em contas não movimentáveis por cheques, destinadas ao registro e controle do fluxo de recursos referentes à prestação de serviços de pagamento de salários, vencimentos, aposentadorias, pensões e similares;
- Letras de câmbio;
- Letras imobiliárias;
- letras hipotecárias;
- Letras de crédito imobiliário (LCI);
- Letras de crédito do agronegócio (LCA);
- Operações compromissadas  que têm como objeto títulos emitidos após 8 de março de 2012.

Para efeito da determinação do valor garantido a cada credor, é considerada a soma dos créditos registrados para cada CPF ou CNPJ na instituição financeira (ou em todas as instituições associadas ao mesmo conglomerado financeiro).

### Evolução das garantias
| Início                 | Término                | Garantia ordinária (por instituição) | Limite da garantia ordinária | Prazo do limite da garantia ordinária | Garantia especial (por instituição) | Fontes        |
| ---------------------- | ---------------------- | ------------------------------------ | ---------------------------- | ------------------------------------- | ----------------------------------- | ------------- |
| 16 de novembro de 1995 | 5 de setembro de 2006  | R$ 20 000                            | Sem limite                   | N/A                                   | N/A                                 | [ 4 ]         |
| 6 de setembro de 2006  | 1 de abril de 2009     | R$ 60 000                            | Sem limite                   | N/A                                   | N/A                                 | [ 6 ]         |
| 1 de abril de 2009     | 2 de dezembro de 2010  | R$ 60 000                            | Sem limite                   | N/A                                   | R$ 20 000 000                       | [ 10 ]        |
| 3 de dezembro de 2010  | 30 de abril de 2013    | R$ 70 000                            | Sem limite                   | N/A                                   | R$ 20 000 000                       | [ 7 ] [ 8 ]   |
| 30 de abril de 2013    | 21 de dezembro de 2017 | R$ 250 000                           | Sem limite                   | N/A                                   | R$ 20 000 000                       | [ 9 ]         |
| 22 de dezembro de 2017 | atual                  | R$ 250 000                           | R$ 1 000 000                 | 4 anos                                | R$ 20 000 000                       | [ 14 ] [ 15 ] |

## Ativos não garantidos pelo FGC
Não serão cobertos pela garantia ordinária os demais créditos, incluindo:
- Depósitos, empréstimos ou quaisquer outros recursos captados ou levantados no exterior;
- Depósitos captados de residentes no exterior;
- Operações relacionadas a programas de interesse governamental instituídos por lei;
- Depósitos judiciais;
- Depósitos em  fundos de pensão, fundos de investimento, créditos de sociedades seguradoras, de sociedades de capitalização e de clubes de investimento;
- Letras Imobiliárias Garantidas(LIG), criada pela Resolução CMN n.º 4.598/2017.

Nesses casos, se ocorrer a quebra da instituição financeira, os investidores não serão reembolsados pelo Fundo Garantidor de Crédito.

## Pagamento dos valores garantidos pelo FGC
Nos casos de garantia ordinária (limitada a R$ 250.000,00), após decretada  a intervenção ou liquidação da instituição financeira pelo Banco Central, o interventor ou liquidante designado pelo BACEN prepara a relação de credores e informa  ao FGC o valor que cada um tem a receber. Não há prazo determinado para o pagamento aos credores, mas, geralmente, entre a decretação da liquidação e o pagamento, podem decorrer alguns meses, como no caso do Banco Rural, cuja liquidação foi decretada em agosto de 2013.  Nesse período os recursos depositados não são remunerados.
Já no caso da garantia especial do FGC (até R$20 milhões), que é aplicável somente aos Depósitos a Prazo com Garantia Especial (DPGE), os valores devem ser pagos aos credores em até três dias úteis após a decretação da intervenção ou liquidação. 
O FGC também presta garantia especial aos depositantes e investidores que detêm o Depósito a Prazo com Garantia Especial – DPGE, uma modalidade de depósito especial criada pelo Conselho Monetário Nacional, sendo que as aplicações em DPGE somente podem ser celebradas com um único titular, identificado pelo respectivo número do CPF/CNPJ, ou seja, não pode ser vinculado a conta conjunta.